# 2018—2019年西南印度洋熱帶氣旋季
2018－2019年西南印度洋熱帶氣旋季在2018年9月13日開始，並在2019年5月1日完結（某些地區的熱帶氣旋季將在2019年5月15日完結）。该季节是有史以来最活跃的季节，也是造成经济损失第二多，死亡人数最多的季节，其中气旋伊代更是给非洲造成最大影响，并导致数百万人无家可归，同时也造成了历史性的破坏。
此文內容只包含在西南印度洋形成的熱帶氣旋的介紹。
風暴是由留尼汪氣象部發出報告。如果一個熱帶低氣壓在南緯0-40度，東經31-55度之間增強為中度熱帶風暴的話，馬達加斯加就會為它命名。如果一個熱帶低氣壓在南緯0-40度，東經55-90度之間增強為中度熱帶風暴的話，毛里求斯就會為它命名。

## 已被國際命名的熱帶氣旋
- 如果一個熱帶低氣壓在南緯0-40度，東經31-90度之間增強為中度熱帶風暴的話，馬達加斯加或毛里求斯就會為它命名。由於每年都會有新的名字清單，所以不會停用名字。

以下所有氣旋的強度及其他相關資訊均以留尼汪氣象部公報為準。

### 中度热带风暴01
9月13日，一个低压在馬達加斯加東北東方遠洋形成，美国海军研究实验室给予热带扰动编号90S。下午，联合台风警报中心给予发展评级「低」。14日上午，联合台风警报中心把评级升为「中」；下午再把评级升为「高」，并发布热带气旋形成警报。
15日凌晨，联合台风警报中心将其升格为热带低压，给予热带气旋编号01S。上午，法国气象局将其升格为热带扰动。晚间，法国气象局将其升格为热带低压，联合台风警报中心也在不久后将其升格为热带风暴。
16日晚上，法国气象局将其降格为热带扰动。隔天上午，联合台风警报中心将其降格为热带低压，并发出最后报告。18日，法国气象局认为其已消散。

#### 事后调整
11月9日，法国气象局发出的最佳路径中，把01强度上调至40节(每小時75公里)。

### 强热带气旋阿尔西德（Alcide）
11月3日，一个低压在马达加斯加东北方形成，美国海军研究实验室给予扰动编号94S。
随着系统螺旋性渐佳，4日上午，联合台风警报中心给予发展评级「低」，不久后，法国气象局也给予相同评级。下午，联合台风警报中心和法国气象局将评级升为「中」。由于该系统所在区域海温较为温暖，再加上该海域的垂直风切微弱，使系统快速发展。5日下午，联合台风警报中心和法国气象局将评级升为「高」，并发布热带气旋形成警报。6日，法国气象局将其升格为热带扰动。不久后，联合台风警报中心将其升格为热带低压，给予热带气旋编号03S。下午，联合台风警报中心将其升格为热带风暴，法国气象局则于晚间才将其升格为热带低压。
7日凌晨，法国气象局将其升格为中度热带风暴，并命名阿尔西德(Alcide)。由于发展环境良好，使其在被命名后便快速发展，下午，法国气象局升格为强热带风暴，联合台风警报中心也在不久后将其升格为一级热带气旋。晚间，法国气象局和联合台风警报中心将其升格为热带气旋和二级热带气旋。
8日凌晨，联合台风警报中心将其升格为三级热带气旋，上午，法国气象局将其升格为强热带气旋。当天下午，阿尔西德达到强度巅峰，仅维持巅峰6小时后便因移速减慢和踏入冷水坑而减弱。晚间，联合台风警报中心和法国气象局将其降格为二级热带气旋和热带气旋。
9日下午，联合台风警报中心将其降格为一级热带气旋，晚间，法国气象局将其降格为强热带风暴。 10日，联合台风警报中心将其降格为热带风暴，法国气象局将其降格为中度热带风暴。
11日，法国气象局将其降格为殘留低氣壓。

#### 事後調整
聯合颱風警報中心在2021年1月6日發布的最佳路徑中，把阿爾西德的巔峰強度上調至115節(每小時215公里)。

### 强热带风暴布克拉（Bouchra）
10月30日，一个低压在印尼西方海面形成，美国海军研究实验室给予扰动编号93S。
4日，联合台风警报中心给予发展评级「低」。隔天(5日)，联合台风警报中心取消评级。 6日，联合台风警报中心再度给予发展评级「低」。 10日，联合台风警报中心将评级直接升为「高」，并发布热带气旋形成警报。当天下午，联合台风警报中心和法国气象局将其升格为热带低压和热带扰动，给予热带气旋编号04S。不久后，联合台风警报中心和法国气象局将其升格为热带风暴和热带低压。
11日，法国气象局将其升格为中度热带风暴，并命名布克拉(Bouchra)。不久后，法国气象局将其升格为强热带风暴。下午，法国气象局将其降格为中度热带风暴。
13日，法国气象局将其降格为热带低压。晚间，联合台风警报中心对其发出最后报告，法国气象局将其降格为殘留低氣壓。
16日，布克拉的残留重新发展，联合台风警报中心再度给予发展评级「低」。 11月18日，联合台风警报中心再将评级升为「中」，不久后再升为「高」，并再度对其发布热带气旋形成警报。同日下午，联合台风警报中心和法国气象局再次将其升格为热带风暴和中度热带风暴。晚间，法国气象局再次将其升格为强热带风暴。
20日，法国气象局再次将其降格为残留低气压。

#### 事後調整
聯合颱風警報中心在2021年1月6日發布的最佳路徑中，把布克拉的巔峰強度上調至60節(每小時110公里)。

### 强热带气旋肯纳格（Kenanga）
12月16日，原位于澳洲地区的肯纳格（Kenanga）进入西南印度洋，因此改由法国气象局接手发报。晚间10时，法国气象局将其评为一中度热带风暴。
17日晚间8时，法国气象局将其升格为强热带风暴，晚间10时，联合台风警报中心将其升格为一级热带气旋。 18日下午2时，法国气象局将其升格为热带气旋，不久后，联合台风警报中心将其升格为二级热带气旋。
19日上午8时，法国气象局将其升格为强热带气旋，不久后，联合台风警报中心直接将其升格为四级热带气旋 。同日，肯纳格达到强度巅峰。
20日上午8时，法国气象局将其降格为热带气旋，下午3时，联合台风警报中心将其降格为三级热带气旋。 21日凌晨3时，联合台风警报中心将其降格为二级热带气旋，晚间9时，联合台风警报中心直接将其降格为热带风暴。
22日凌晨0时，法国气象局将其降格为强热带风暴，晚间9时，法国气象局将其降格为中度热带风暴。
23日上午8时，法国气象局和联合台风警报中心将其降格为残留低气压和热带低压。

### 强热带气旋西莉妲（Cilida）
12月14日，一个低压在马达加斯加东北方形成，美国海军研究实验室给予扰动编号92S。 12月15日下午1时，联合台风警报中心给予发展评级「低」。
18日上午10时，联合台风警报中心将评级升为「中」。 12月19日上午5时，联合台风警报中心将评级升为「高」，并发布热带气旋形成警告，上午9时，联合台风警报中心将其升格为热带风暴，给予热带气旋编号07S，上午10时，法国气象局将其升格为热带低压，下午2时，法国气象局将其升格为中度热带风暴，并命名西莉妲(Cilida)。
20日上午8时，法国气象局将其升格为强热带风暴，之后西莉妲便进入爆发增强期，下午3时，联合台风警报中心将其升格为一级热带气旋，晚间8时，法国气象局和联合台风警报中心分别将其升格为热带气旋和二级热带气旋。 21日凌晨2时，法国气象局将其升格为强热带气旋。 21日晚间8时，联合台风警报中心将其升格为四级热带气旋。
22日晚间10时，联合台风警报中心将其降格为三级热带气旋。 23日凌晨3时，法国气象局将其降格为热带气旋。 24日凌晨3时，联合台风警报中心将其降格为二级热带气旋，上午9时，联合台风警报中心将其降格为一级热带气旋，晚间8时，法国气象局认为其已转化为殘留低氣壓。

### 中度热带风暴戴斯蒙德（Desmond）
1月17日，一個低壓在莫三比克上空形成，美國海軍研究實驗室給予擾動編號92S。隔天凌晨2時，聯合颱風警報中心給予發展評級「低」。不久後，該系統移入莫三比克海峽。
19日凌晨2時，聯合颱風警報中心將評級升為「中」。同日中午12時，聯合颱風警報中心將評級升為「高」，並發布熱帶氣旋形成警告。
20日上午8時，聯合颱風警報中心將其升格為熱帶風暴，給予熱帶氣旋編號10S。同日晚間7時，法國氣象局將其升格為中度熱帶風暴，並命名戴斯蒙德(Desmond)。
21日晚間，戴斯蒙德登陸莫三比克，法國氣象局將其降格為殘留低氣壓。其殘留雲系在隔天凌晨遭到熱帶擾動93S併吞。

#### 事後調整
聯合颱風警報中心在2021年1月6日發布的最佳路徑中，把戴斯蒙德的巔峰強度下調至45節(每小時85公里)。

### 中度热带风暴埃克桑（Eketsang）
1月21日，一個低壓在馬達加斯加東北方近海形成，美國海軍研究實驗室給予擾動編號93S。該系統獲得編號後便高速移入莫三比克海峽。隔天上午7時，聯合颱風警報中心給予發展評級「低」。同日下午2時，聯合颱風警報中心將評級升為「中」。同日晚間11時，該系統開始吞併位於其西方的戴斯蒙德(Desmond)殘餘。
23日，系統完全吞併戴斯蒙德的殘餘，同日上午7時，聯合颱風警報中心將評級升為「高」，並發布熱帶氣旋形成警報。隔天上午7時，聯合颱風警報中心將評級降為「中」，並取消熱帶氣旋形成警報，同日下午2時，法國氣象局將其升格為热带低压，給予編號07。同日晚間8時，法國氣象局將其升格為中度熱帶風暴，並命名埃克桑(Eketsang)。
25日凌晨1時，聯合颱風警報中心將評級降為「低」，並於隔日晚上7時取消評級（轉化成溫帶氣旋的緣故）。法國氣象局也於同日上午8時對其降格為殘留低氣壓。

### 强热带气旋芙娜妮（Funani）
該系統前身为位于马达加斯加东北方海面之热带扰动98S, 法国气象局于4日下午8时将其升格为热带扰动，并给予编号08，且于5日上午8时将其升格为热带低压。联合台风警报中心也于同日上午5时对其发布热带气旋形成警報，更于下午11时将其升格为热带风暴，给予热带气旋编号12S。
6日凌晨2时，法国气象局将其升格为中度热带风暴，并由模里西斯命名为芙娜妮(Funani)。同日下午，法国气象局将其升格为强热带风暴。晚间，联合台风警报中心将其升格为一级热带气旋。
7日凌晨2时，联合台风警报中心将其升格为二级热带气旋，同时，法国气象局将其升格为热带气旋。下午二时，法国气象局将其升格为强热带气旋。而联合台风警报中心于不久后将其升格为三级热带气旋，更于晚间将其升格为四级热带气旋。同日晚间，芙娜妮达到强度巅峰，并开启一个风眼，随后便因为纬度过高和海水潜热不足而快速减弱。
8日上午，芙娜妮的风眼填塞，结构逐渐瓦解，法国气象局将其降格为热带气旋，晚間，聯合颱風警報中心將其降格為二級熱帶氣旋。
9日凌晨，聯合颱風警報中心將其降格為一級熱帶氣旋，更於同日下午5時將其降格為熱帶風暴。法國氣象局也於同日下午2時將其降格為强热带风暴。聯合颱風警報中心於隔日凌晨5時對其發布最後警告。不久後法國氣象局也認定其已消散。

#### 事後調整
聯合颱風警報中心在2021年1月6日發布的最佳路徑中，把芙娜妮的巔峰強度上調至120節(每小時220公里)。

### 强热带气旋格莱娜（Gelena）
原为位于马达加斯加东北方近海之热带扰动97S, 法国气象局于2月5日下午2时将其升格为热带扰动并给予编号09，且于隔日上午8时将其升格为热带低压。联合台风警报中心也于5日下午8时对其发布热带气旋形成警報，并于隔日上午11时率先将其升格为热带风暴，给予热带气旋编号13S。
6日下午，法国气象局将其升格为中度热带风暴，并由马达加斯加命名为格莱娜（Gelena）。同日晚间20时，法国气象局将其升格为强热带风暴。7日凌晨2时，法国气象局将其升格为热带气旋，联合台风警报中心也在不久后将其升格为一级热带气旋。
8日凌晨，格莱娜进入海水潜热较高的海域，使其开始爆发增强。同日上午，格莱娜再度开启一道直径较大的风眼，下午2时，联合台风警报中心直接将其升格为三级热带气旋，除此之外，联合台风警报中心更认为格莱娜有机会增强至萨菲尔-辛普森飓风风力等级的最高强度——五级飓风。9日8時，法國氣象局將其升格為强热带气旋，六小時後，聯合颱風警報中心將其升格為四級熱帶氣旋。
隨著垂直風切逐漸增強，格萊娜無緣五級熱帶氣旋的強度並開始減弱。聯合颱風警報中心於隔日上午5時將其降格為三級熱帶氣旋。法國氣象局也於下午2時將其降格為熱帶氣旋。三小時後，聯合颱風警報中心將其降格為二級熱帶氣旋。11日凌晨2時，法國氣象局其降格為強烈熱帶風暴，而聯合颱風警報中心也於上午5時將其降格為一級熱帶氣旋。同日下午5時，聯合颱風警報中心將其降格為熱帶風暴。13日下午8時，法國氣象局其降格為中度熱帶風暴。
15日凌晨，法國氣象局將其降格為殘留低氣壓，同時，聯合颱風警報中心認為其已轉化為副熱帶風暴，並發出最後報告。

### 强热带气旋哈勒（Haleh）
原為位於迪亞哥加西亞東南東方海域之熱帶擾動96S，法國氣象局於3月1日下午8時將其評等為熱帶擾動並給予編號10，並於6小時後將其升格為热带低压。聯合颱風警報中心也於當日下午5時對其發布熱帶氣旋形成警報。
3月2日上午8時，法國氣象局將其升格為中度热带风暴，命名為哈勒(Haleh)。聯合颱風警報中心也在不久後將其升格為熱帶風暴，給予熱帶氣旋編號17S。隔日凌晨2時，法國氣象局將其升格為强热带风暴。聯合颱風警報中心也於同日將其升格為一級熱帶氣旋。隔天上午8時，法國氣象局將其升格為熱帶氣旋，而聯合颱風警報中心也於不久後將其升格為二級熱帶氣旋。同日下午2時，聯合颱風警報中心將其升格為三級熱帶氣旋。5小時後，法國氣象局將其升格為强热带气旋。
3月5日凌晨2時，聯合颱風警報中心將其升格為四級熱帶氣旋，該系統此時達到強度巔峰。同日上午8時，聯合颱風警報中心將其降格為三級熱帶氣旋。同日下午2時，法國氣象局將其降格為熱帶氣旋。同日晚間8時，聯合颱風警報中心將其降格為二級熱帶氣旋。3月6日下午5時，聯合颱風警報中心將其降格為一級熱帶氣旋。
3月7日凌晨2時，法國氣象局將其降格為强热带风暴。同日晚間8時，聯合颱風警報中心將其降格為熱帶風暴。隔日上午8時，法國氣象局將其降格為殘留低氣壓，1小時後，聯合颱風警報中心判定其已轉化為副熱帶風暴，並發佈最後報告。

### 强热带气旋伊代（Idai）
3月2日，一個低壓在莫三比克海峽形成，美國海軍研究實驗室給予擾動編號98S。
4日晚間20時，法國氣象局將其升格為热带低压，但美國海軍研究實驗室早在當日上午認為其已減弱為普通雲團。同日晚間，法國氣象局對其發出最後報告。
5日凌晨，11登陸莫三比克。同日凌晨2時，美國海軍研究實驗室再次將其評為熱帶擾動。同日上午8時，聯合颱風警報中心給予發展評級「低」。6日上午9時，聯合颱風警報中心將評級提升為「中」。
9日上午6時半，聯合颱風警報中心把評級升為「高」，並發佈熱帶氣旋形成警報，預測其將於18至36小時後再次進入莫三比克海峽並快速增強。法國氣象局也於同日下午2時再次將其評為热带低压。不久後，聯合颱風警報中心將其升格為熱帶風暴，給予熱帶氣旋編號18S。
10日上午8時，法國氣象局將其升格為中度热带风暴，命名為伊代(Idai)。11日凌晨2時，法國氣象局直接將其升格為熱帶氣旋，不久後，聯合颱風警報中心將其升格為一級熱帶氣旋。同日上午8時，聯合颱風警報中心將其升格為二級熱帶氣旋。下午2時，聯合颱風警報中心將其升格為三級熱帶氣旋，不久後，法國氣象局將其升格為强热带气旋。
由於伊代在此時開始進入眼牆置換循環且乾空氣逐漸捲入其中心，法國氣象局於12日上午8時將其降格為熱帶氣旋，聯合颱風警報中心也於三小時後將其降格為二級熱帶氣旋。13日凌晨2時，聯合颱風警報中心將其再次升格為三級熱帶氣旋，但於六小時後再次將其降格為二級熱帶氣旋。
3月14日凌晨2時，法國氣象局將其再次升格為强热带气旋。同日上午8時，聯合颱風警報中心第三度將其升格為三級熱帶氣旋。
3月15日凌晨，伊代登陸莫三比克貝拉市，聯合颱風警報中心第三度將其降格為二級熱帶氣旋，並於上午11時對其發布最後警告。同日下午2時，法國氣象局直接將其降格為强热带风暴。

#### 事後調整
聯合颱風警報中心在2021年1月6日發布的最佳路徑中，把伊代的第一次跟第二次巔峰強度上調至115節(每小時215公里)。

### 强热带气旋萨万娜（Savannah）
3月17日，原位于澳洲地区的萨万娜（Savannah）进入西南印度洋，因此改由法国气象局接手发报。
18日凌晨2时，法国气象局将其评为一强热带气旋，同時，聯合颱風警報中心將其降格為二級熱帶氣旋。同日上午8時，法國氣象局將其降格為熱帶氣旋。同日下午2時，法國氣象局將其降格為强热带风暴。3小時後，聯合颱風警報中心將其降格為一級熱帶氣旋。同日晚間8時，聯合颱風警報中心將其降格為熱帶風暴。
19日凌晨2時，法國氣象局將其降格為中度热带风暴。
20日凌晨2時，法國氣象局對其停止編號。
21日下午5時，聯合颱風警報中心對其發布最後報告。

### 强热带气旋喬寧哈（Joaninha）
原為位於模里西斯東北方海面上之熱帶擾動93S，法國氣象局先於3月18日將其評為熱帶擾動。
聯合颱風警報中心於21上午5時半對其發布熱帶氣旋形成警報，並預測其將於6到12小時之間增強至熱帶氣旋強度。
22日上午8時，法國氣象局將其升格為热带低压，不久後，聯合颱風警報中心將其升格為熱帶風暴，給予熱帶氣旋編號22S。晚上8時，法國氣象局將其升格為中度热带风暴，並命名喬寧哈(Joaninha)。
23日上午8時，法國氣象局將其升格為强热带风暴。
24日凌晨2時，聯合颱風警報中心將其升格為一級熱帶氣旋。上午8時，法國氣象局將其升格為熱帶氣旋。
25日凌晨2時，聯合颱風警報中心將其升格為二級熱帶氣旋。下午2時，聯合颱風警報中心將其升格為三級熱帶氣旋。
26日凌晨2時，法國氣象局將其升格為强热带气旋。晚上8時，聯合颱風警報中心將其升格為四級熱帶氣旋。
27日下午2時，聯合颱風警報中心將其降格為三級熱帶氣旋。
28日凌晨2時，聯合颱風警報中心再次將其升格為四級熱帶氣旋。
29日凌晨2時，聯合颱風警報中心將其降格為三級熱帶氣旋。上午8時，法國氣象局將其降格為熱帶氣旋。同時，聯合颱風警報中心將其降格為二級熱帶氣旋。下午2時，聯合颱風警報中心將其降格為一級熱帶氣旋。30日凌晨2時，法國氣象局將其降格為强热带风暴。上午8時，聯合颱風警報中心將其降格為熱帶风暴。下午2時，法國氣象局將其降格為後熱帶氣旋。
31日上午11時，聯合颱風警報中心對其發佈最後報告。

#### 事後調整
聯合颱風警報中心在2021年1月6日發布的最佳路徑中，把喬寧哈的巔峰強度上調至120節(每小時220公里)。

### 强热带气旋肯尼斯（Kenneth）
4月21日凌晨2時，一個低壓在馬達加斯加東北方形成，美國海軍研究實驗室給予擾動編號91S。晚間8時，聯合颱風警報中心給予發展評級「低」。不久後，法國氣象局也把評級提升為「中」。
22日凌晨2時，聯合颱風警報中心把評級提升為「中」。不久後，法國氣象局把評級提升為「高」。晚間8時，聯合颱風警報中心把評級提升為「高」，並發布熱帶氣旋形成警報。不久後，法國氣象局將其升格為熱帶擾動，並給予編號14。
23日上午8時，聯合颱風警報中心將其升格為热带低压，給予熱帶氣旋編號24S。下午2時，法國氣象局將其升格為热带低压。聯合颱風警報中心在不久後將其升格為熱帶風暴。晚間8時，法國氣象局將其升格為中度热带风暴，並命名肯尼斯(Kenneth)。
24日上午8時，法國氣象局將其升格為强热带风暴。聯合颱風警報中心也在隨後將其升格為一級熱帶氣旋。晚間8時，法國氣象局將其升格為熱帶氣旋。25日凌晨2時，聯合颱風警報中心將其直接升格為三級熱帶氣旋。上午8時，法國氣象局將其升格為强热带气旋。聯合颱風警報中心在不久後將其升格四級熱帶氣旋。下午2時，肯尼斯達到強度巔峰。中國國家氣象中心更是針對肯尼斯發出路徑預測，更認為其已達到特强热带气旋(相當於超強颱風)的標準。當天晚上，肯尼斯的暴風圈接觸莫三比克陸地，不久後，肯尼斯的眼牆登陸莫三比克。
26日凌晨2時，法國氣象局將其降格為熱帶氣旋，並於上午8時對其降格為殘留低氣壓，並發出最後報告。

### 热带气旋洛娜（Lorna）
4月21日凌晨2時，一個低壓在印尼西南方遠洋形成，美國海軍研究實驗室給予擾動編號90S。晚間8時，聯合颱風警報中心給予發展評級「低」。不久後，法國氣象局也把評級提升為「低」。
22日凌晨2時，聯合颱風警報中心把評級提升為「中」。不久後，法國氣象局直接把評級提升為「高」。
23日上午8時，法國氣象局直接將其升格為热带低压，並給予編號15。不久後，聯合颱風警報中心將評級升為「高」，並發布熱帶氣旋形成警報。晚間8時，聯合颱風警報中心將其升格為熱帶風暴，給予熱帶氣旋編號25S。
24日凌晨2時，法國氣象局將其升格為中度热带风暴，並命名洛娜(Lorna)。
26日凌晨2時，法國氣象局將其升格為强热带风暴。同日上午8時，聯合颱風警報中心將其升格為一級熱帶氣旋。晚間8時，聯合颱風警報中心將其降格為熱帶風暴。27日凌晨2時，聯合颱風警報中心將其再度升格為一級熱帶氣旋。28日凌晨2時，聯合颱風警報中心將其再度降格為熱帶風暴。下午2時，法國氣象局將其升格為熱帶氣旋。不久後，聯合颱風警報中心再次將其升格為一級熱帶氣旋。
在洛娜達到強度巔峰後，就因受到強烈風切及低海水溫度影響而急速減弱。29日下午2時，法國氣象局將其降格為强热带风暴。聯合颱風警報中心也於3小時後將其降格為熱帶風暴。晚間8時，法國氣象局判定其已轉化為殘留低氣壓。聯合颱風警報中心也於3小時後對其發布最後警告。

#### 事後調整
聯合颱風警報中心在2021年1月6日發布的最佳路徑中，把洛娜的巔峰強度上調至90節(每小時165公里)。

## 氣旋季影響
以下表格顯示了2018－2019年西南印度洋熱帶氣旋季的所有熱帶氣旋以及它們的登陸資料。在括號內的死亡人數屬於非直接，但仍與風暴有關的死亡。所有破壞及死亡數字都包括風暴在擾動及溫帶氣旋階段時的資料。
| 風暴名稱 | 持續日期           | 最高強度     | 持續風速           | 氣壓                  | 影響地區                                                    | 損失 （美元） | 死亡人數 | 來源  |
| -------- | ------------------ | ------------ | ------------------ | --------------------- | ----------------------------------------------------------- | ------------- | -------- | ----- |
| 01       | 9月13日－9月17日   | 中度熱帶風暴 | 75 km/h (45 mph)   | 1004 hPa (29.65 inHg) | 無                                                          | 無            | 無       |       |
| 阿爾西德 | 11月5日－11月12日  | 強烈熱帶氣旋 | 165 km/h (105 mph) | 965 hPa (28.50 inHg)  | 阿加萊加群島、 馬達加斯加、 坦桑尼亞                        | 無            | 無       |       |
| 布克拉   | 11月9日－11月19日  | 強烈熱帶風暴 | 95 km/h (60 mph)   | 990 hPa (29.23 inHg)  | 無                                                          | 無            | 無       |       |
| 肯納格   | 12月16日－12月22日 | 強烈熱帶氣旋 | 185 km/h (115 mph) | 942 hPa (27.81 inHg)  | 無                                                          | 無            | 無       |       |
| 西莉妲   | 12月16日－12月24日 | 強烈熱帶氣旋 | 215 km/h (130 mph) | 940 hPa (27.76 inHg)  | 毛里裘斯                                                    | 很少          | 無       |       |
| 戴斯蒙德 | 1月17日－1月22日   | 中度熱帶風暴 | 65 km/h (40 mph)   | 995 hPa (29.38 inHg)  | 莫桑比克、 馬達加斯加                                       | 未知          | 無       |       |
| 埃克桑   | 1月22日－1月24日   | 中度熱帶風暴 | 75 km/h (45 mph)   | 993 hPa (29.32 inHg)  | 馬達加斯加                                                  | 未知          | 27       |       |
| 弗納尼   | 2月3日－2月10日    | 強烈熱帶氣旋 | 195 km/h (120 mph) | 940 hPa (27.76 inHg)  | 羅德里格斯島                                                | 很少          | 無       |       |
| 格萊娜   | 2月4日－2月14日    | 強烈熱帶氣旋 | 205 km/h (125 mph) | 942 hPa (27.82 inHg)  | 馬達加斯加、 毛里裘斯、 羅德里格斯島                        | $102萬        | 無       |       |
| 哈勒     | 2月28日－3月7日    | 強烈熱帶氣旋 | 175 km/h (110 mph) | 945 hPa (27.91 inHg)  | 無                                                          | 無            | 無       |       |
| 伊代     | 3月4日－3月16日    | 強烈熱帶氣旋 | 195 km/h (120 mph) | 940 hPa (27.76 inHg)  | 莫桑比克、 馬拉威、 馬達加斯加、 津巴布韋                   | ≥$20億        | 1,593    | [ 1 ] |
| 薩凡娜   | 3月17日－3月19日   | 強烈熱帶氣旋 | 165 km/h (105 mph) | 962 hPa (28.41 inHg)  | 無                                                          | 無            | 無       |       |
| 喬寧哈   | 3月18日－3月30日   | 強烈熱帶氣旋 | 185 km/h (115 mph) | 939 hPa (27.73 inHg)  | 羅德里格斯島                                                | 無            | 無       |       |
| 肯尼斯   | 4月21日－4月29日   | 強烈熱帶氣旋 | 215 km/h (130 mph) | 934 hPa (27.58 inHg)  | 塞舌爾、 馬達加斯加、 科摩羅、 莫桑比克、 坦桑尼亞、 馬拉威 | >100萬        | 52       | [ 2 ] |
| 蘿娜     | 4月21日－5月1日    | 熱帶氣旋     | 150 km/h (90 mph)  | 964 hPa (28.47 inHg)  | 無                                                          | 無            | 無       |       |
| 季節總結 |                    |              |                    |                       |                                                             |               |          |       |
| 15個氣旋 | 9月13日－5月1日    |              | 215 km/h (130 mph) | 934 hPa (27.58 inHg)  |                                                             | ≥20.1億       | 1,672    |       |

## 2018-19年風暴名單
西南印度洋的熱帶氣旋是由世界氣象組織西南印度洋熱帶氣旋委員會命名。由毛里裘斯、馬拉維、莫桑比克、納米比亞、塞舌爾、南非、斯威士蘭、津巴布韋、坦桑尼亞、博茨瓦納、科摩羅、萊索托和馬達加斯加提供名字。當熱帶氣旋在東經55度以西達到「中度熱帶風暴」的強度，位於馬達加斯加的熱帶氣旋警告中心就會為該系統命名。當熱帶氣旋在東經55度及東經90度之間達到「中度熱帶風暴」的強度，位於毛里裘斯的熱帶氣旋警告中心就會為該系統命名。本年未用名稱以灰色表示，黑體字表示今年已經使用過，粗體名稱表示該風暴活躍中，橙色表示下一個即將使用的熱帶氣旋名稱。
| - Alcide - Bouchra - Cilida - Desmond - Eketsang - Funani - Gelena - Haleh - Idai | - Joaninha - Kenneth - Lorna - Maipelo（未用） - Njazi（未用） - Oscar（未用） - Pamela（未用） - Quentin（未用） - Rajab（未用） | - Savana（未用） - Themba（未用） - Uyapo（未用） - Viviane（未用） - Walter（未用） - Xangy（未用） - Yemurai（未用） - Zanele（未用） |

註：
- 本風季第3個被命名的熱帶氣旋（肯納格 04R）是由澳洲地區進入西南印度洋發展的熱帶氣旋。進入本洋面後仍繼續沿用印尼雅加達熱帶氣旋警告中心給予的名稱（Kenanga）。
- 本風季第12個被命名的熱帶氣旋（萨万娜 12R）是由澳洲地區進入西南印度洋發展的熱帶氣旋。進入本洋面後仍繼續沿用澳大利亞國家氣象局給予的名稱（Savannah）。

## 外部連結
- 聯合颱風警報中心 (JTWC)（页面存档备份，存于）
- Météo-France La Réunion 法國氣象局 (RSMC La Réunion)（页面存档备份，存于）
- 世界氣象組織（页面存档备份，存于）